# Thyroscyphus intermedius
Thyroscyphus intermedius är en nässeldjursart som beskrevs av Congdon 1907. Thyroscyphus intermedius ingår i släktet Thyroscyphus och familjen Thyroscyphidae. Inga underarter finns listade i Catalogue of Life.